# Chrysasura postvitreata
Chrysasura postvitreata är en fjärilsart som beskrevs av Rothschild 1920. Chrysasura postvitreata ingår i släktet Chrysasura och familjen björnspinnare. Inga underarter finns listade i Catalogue of Life.